# 강인숙
강인숙(姜仁淑, 1933년 10월 15일 ~ )은 대한민국의 문학평론가, 수필가, 번역문학가, 대학 교수이다. 현재 건국대학교 명예교수 겸 영인문학관 관장이다.

## 생애

### 주요 이력

부군 이어령 前 문화부 장관

본관은 진주(晉州)이며 호(號)는 소정(小汀)이고 함경남도 이원군 동면에서 출생하였으며 지난날 한때 함경남도 북청에서 잠시 유아기를 보낸 적이 있고 그 이후 함경남도 갑산에서 성장하였다. 배우자는 문학평론가 겸 소설가 이어령(李御寧)이다.

### 일생
중등교사 시절이었던 1964년 문학평론가로 등단하였고 그 후 수필가와 번역문학가로도 활동하면서 숙명여자대학교 대학원에서 문학박사 학위를 받기에 이르렀다. 자신과 남편의 이름 한자씩을 따 지어 영인문학관을 개관하였다.

## 주요 저서

### 문학 평론
- 《자연주의의 한국적 양상》
- 《춘원(春園)과 동인(東仁)의 거리》
- 《김은국론》
- 《한국여류시인론》
- 《노천명수필론》

## 학력
- 함경남도 갑산국민학교 (1945년 전퇴) → 경성 재동국민학교 졸업 (1946년)
- 경기여자중학교 졸업 (1949년)
- 경기여자고등학교 졸업 (1952년)
- 서울대학교 국어국문학과 학사 (1956년)
- 숙명여자대학교 대학원 국어국문학과 문학석사 (1964년)
- 숙명여자대학교 대학원 국어국문학과 문학박사 (1988년)

## 가족 관계
- 배우자 : 이어령 (1933년 12월 29일 ~ 2022년 2월 26일)
  - 딸 : 이민아 (1959년 7월 25일 ~ 2012년 3월 15일)
  - 첫째 아들 : 이승무 (1963년 5월 7일 ~ )
  - 둘째 아들 : 이강무 (1966년 ~ )